# Софіївка (Київ)

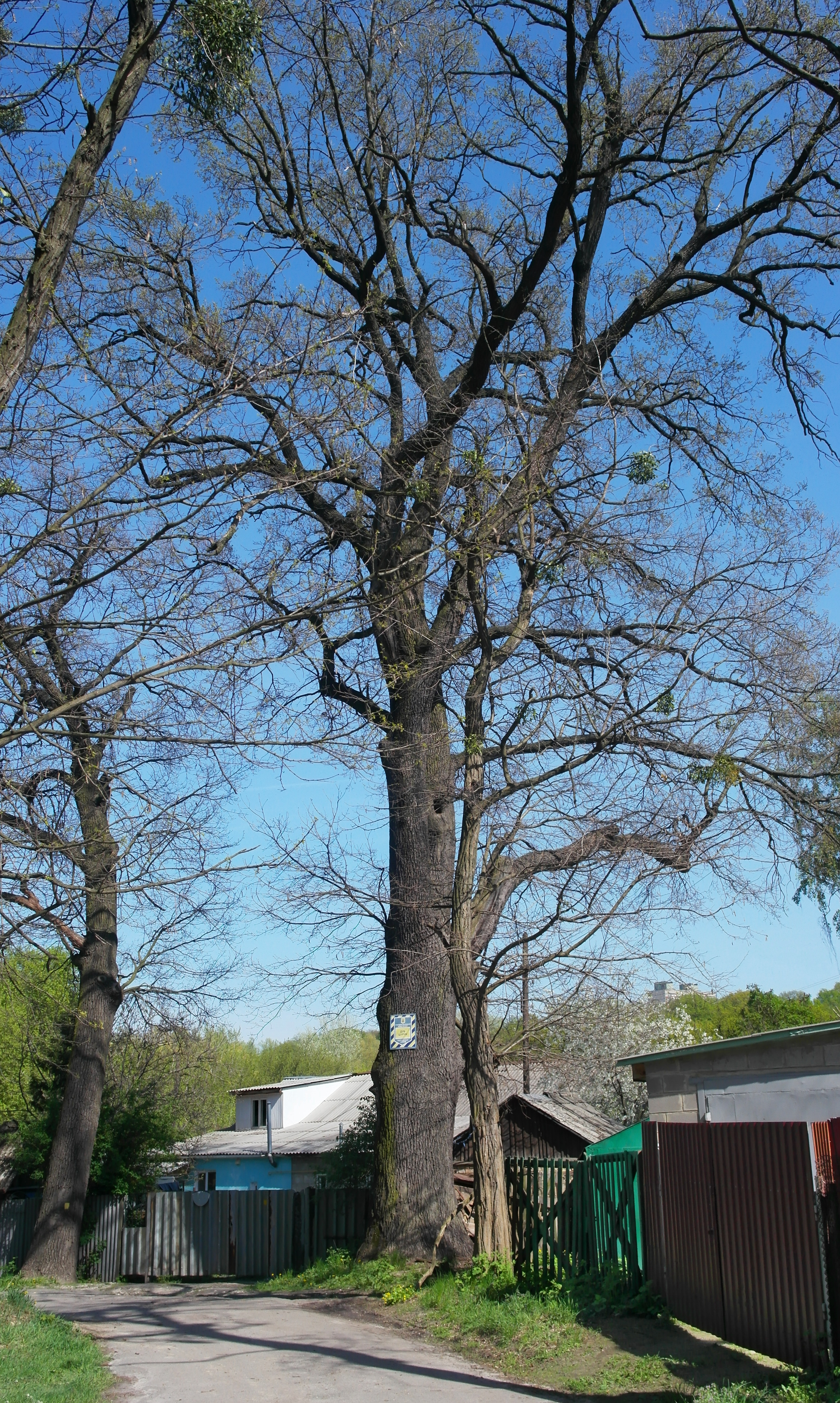
Дуб Шурун, вул. Тираспольська, 2, Софіївка

Софіївка — місцевість у Києві, колишній хутір на Сирці в районі Тираспольської вулиці, на берегах струмка Сирець та його притоки Рогостинка (Брід).
Відомий як хутір з 2-ї половини XIX століття. На карті 1865 року можна розгледіти напис: "хут. Селецкаго".
У 1875–1877 роках згаданий як володіння К. Люденко, 1886 року — як хутір Гладика.
Придбаний 1898 року Мойсеем Ісаковичем Бродським. Після його смерті у 1911 р., за духівницею, хутір відійшов у спадок родині. Ця величезна дача, справжній маєток на околиці міста, мала площу 67 десятин 103 кв. саж. (бл. 73 га), з 27-ма різними дерев'яними спорудами, млином, ставком, оранжереями й теплицями.
У 60-х роках XX століття припинив існування як самостійне поселення і частково злився із навколишньою забудовою.